# Hymenophyllum protrusum
Hymenophyllum protrusum là một loài dương xỉ trong họ Hymenophyllaceae. Loài này được Hook. mô tả khoa học đầu tiên năm 1844.